# Đường cao tốc Turfan – Hòa Điền
Đường cao tốc Turfan – Hòa Điền (Tiếng Trung: 吐鲁番—和田高速公路, Tiếng Duy Ngô Nhĩ: تۇرپان-خوتەن يۇقىرى سۈرئەتلىك تاشيولى), còn gọi là Đường cao tốc Tuhe (Tiếng Trung: 吐和高速公路), là một tuyến đường cao tốc ở Trung Quốc nối Đường cao tốc Liên Vân Cảng – Khorgas (G30) ở Xiaocaohu, huyện Toksun, Turfan với Quốc lộ 315 ở huyện Lop, Hòa Điền. Đường cao tốc được đánh dấu là G3012 là một tuyến đường nhánh của Đường cao tốc Liên Vân Cảng – Khorgas và nằm toàn bộ trong Tân Cương. Tuyến cao tốc dài 1.931 km (1.200 mi), dài hơn bình thường so với tuyến đường do một địa phương quản lý, dài hơn Xa lộ Liên tiểu bang 10.
Tuyến cao tốc đã hoàn thành đoạn từ đầu phía Bắc ở Toksun đến Kargilik và đoạn từ Karakax đến huyện Lop ở đầu phía Nam. Chỉ có đoạn từ Kargilik đến Karakax hiện đang xây dựng. Đầu phía Nam sẽ kết nối với đầu phía Tây của đường cao tốc Tây Ninh – Hòa Điền (G0612) hiện đã lập kế hoạch.